# ون بيس (الموسم 4)
الموسم الرابع من أنمي ون بيس، أُنتج بواسطة أستوديو توي أنميشن، وبإخراج يرواكي مياموتو وتوشينوري فوكوزاوا. بدأ بث الموسم في اليابان على قناة تلفزيون فوجي في 16 ديسمبر 2001م واستمر حتى 27 أكتوبر 2001م، بمجموع 38 حلقة. ومثل باقي المواسم تدور القصة حول مغامرات مونكي دي لوفي ورفاقه بناءً على فصول مانغا ون بيس.
حدث ألاباستا هو الحدث الحادي عشر من سلسلة الأنمي والمانغا الشهيرة ون بيس، وهو الحدث الخامس والأخير من آرك ألاباستا، ومملكة ألاباستا هي الجزيرة الرابعة التي يواجهها قراصنة قبعة القش في الغراند لاين، وكان يحكمها الملك نيفرتاري كوبرا.
دُبلجت إحدى عشر حلقةً فحسب من هذا الموسم من قبل مركز الزهرة، لتتوقف الدبلجة بشكل نهائي بمجموع 104 حلقاتٍ عُرضت على جزئين.

## ملخص الموسم

### الرجل عديد الوجوه، مستر 2
عندما كان قراصنة قبعة القش على السفينة يبحرون نحو ألاباستا ومعهم الاميرة نيفرتاري فيفي كي ينقذوا ألاباستا من الدمار على يد باروك وركس، قام لوفي وأوسوب بالصدفة بالتقاط مستر 2 بون كلاي (عضو منظمة الباروك) حيث كاد أن يغرق، فشكرهم ثم بعدها أراهم قدرة فاكهة ماني ماني نومي الخاصة به كوّن صداقة معهم، وقد تحول بفضل قدرة فاكهته إلى جميع من في السفينة ما عدا سانجي لأنه لم يره، ثم بعدها ودعهم وذهب، لكن بعد فترة عرفت فيفي أنَّه أحد منظمة الباروك وركس، لذلك قرر جميع الطاقم ان يضعوا عصابات بيضاء على أيديهم كي يعرفوا بعضهم.

### الوصول إلى نانوهانا
بعد أن وصلوا إلى ألاباستا رست السفينة في ميناء مدينة نانوهانا، وقد كان لوفي جائعًا لذالك ذهب يركض إلى اقرب مطعم، وفي هذه الأثناء كان كل من قبضة النار بورتغاس دي إيس والكابتن سموكر من البحرية على وشك القتال في أحد المطاعم فدخل لوفي في الصدفة واصطدم بهما، ولكن بعد أن عرف لوفي بأن سموكر هو من اصطدم به قرر أن يهرب وقد طارده سموكر وكاد أن يقبض عليه لولا تدخل إيس لإنقاذه وقد تبين بأن إيس هو أخو لوفي، وحدثت معركة بين سموكر وإيس انتهت بدون فائز وبعد أن ذهب الطاقم إلى السفينة لحقهم إيس وتعرف عليهم ولكن كانت هناك سبع سفن من الباروك وركس تحاول مهاجمتهم، لكن إيس قام بتدميرهم جميعًا بضربة واحدة وهي قبضة النار، وقد قرر إيس الذهاب لإكمال مهمة البحث عن اللحية السوداء وقد أعطى لوفي ورقةً وأخبره بأن يحتفظ بها، وبعدها أكمل قراصنة قبعة القش والأميرة فيفي رحلتهم نحو يوبا في الصحراء كي يوقفوا جيش المتمردين من الهجوم على الجيش الملكي وتحدث حرب، وقد تمكنوا من الوصول إلى يوبا لكنها كانت مهجورة وليس بها سوا العجوز توتو الذي هو والد كوزا (قائد جيش المتمردين هو كوزا صديق فيفي منذ الصغر) واخبرهم بأن جيش المتمردين ذهب إلى ناناوهانا، وفي هذه الأثناء اجتمع عملاء الباروك وركس معًا في مدينة رين بيس بزعيمهم الشيتشيبوكاي كروكودايل كي يناقشوا آخر مهمة، ولكن تمت مقاطعتهم من قبل مستر 3 الذي فشل سابقا في مهمته في ليتل غاردن وقد طلب من كروكودايل فرصة أخرى لكن كروكودايل عاقبه وقام بخنقه ورميه وقد استمرت رحلة الطاقم حتى تقاتلوا مع موظفي الباروك وتمكنوا من الفوز وتحرير ألاباستا.
| ”                       | لا يمكن للفاشلين أن يتحدّثوا عن العدالة، نحن في بحرٍ من هذا القبيل، عودي إلى قاعدتك وكرّسي وقتك في الحديث عن عدالتك. | “ |
| —كروكودايل يحدّث تاشيغي. | |   |

## قائمة الحلقات

### الوصول إلى ألاباستا، قتالٌ عنيفٌ في ألاباستا
| الرقم                                                  | عنوان الحلقة                                                                                    | عنوان الحلقة                    | تاريخ العرض الأصلي |
| الرقم                                                  | باليابانية                                                                                      | بالعربية (دبلجة مركز الزهرة)    | تاريخ العرض الأصلي |
| ------------------------------------------------------ | ----------------------------------------------------------------------------------------------- | ------------------------------- | ------------------ |
| 92                                                     | «الوصول لبلاد الصّحراء! مسحوق استدعاء المطر وجيش المتمرّدين» (いざ砂漠の国へ!雨を呼ぶ粉と反乱軍)  | «ضيف غير مرغوب فيه»             | 9 ديسمبر 2001      |
| 93                                                     | «الوصول لبلاد الصّحراء! مسحوق استدعاء المطر وجيش المتمرّدين» (いざ砂漠の国へ!雨を呼ぶ粉と反乱軍)  | «ألاباستا أرض العجائب»          | 16 ديسمبر 2001     |
| 94                                                     | «لقاء الأبطال! اسمه قبضة اللّهب إيس» (豪傑達の再会!奴の名は火拳のエース)                         | «لقاء الأعداء والأصدقاء»        | 23 ديسمبر 2001     |
| 95                                                     | «إيس ولوفي! ذكريات دافئة وروابط أخويّة» (エースとルフィ!熱き想いと兄弟の絆)                      | «القوة الضاربة»                 | 6 يناير 2002       |
| 96                                                     | «المدينة الخضراء إيرومالو وأطوم الكونغ فو!» (緑の町エルマルとクンフージュゴン!)                 | «البلدة الخضراء»                | 13 يناير 2002      |
| 97                                                     | «مغامرات في بلاد الرّمال! الوحوش الّتي تعيش في الأرض الحارقة» (砂の国の冒険!炎熱の大地に棲む魔物) | «مغامرات الصحراء التي لا تنتهي» | 20 يناير 2002      |
| 98                                                     | «ها هم قراصنة الصّحراء! الرّجال الّذين يعيشون بحرّيّة» (砂漠の海賊団登場!自由に生きる男達)           | «عصابة من قراصنة الصحراء»       | 27 يناير 2002      |
| 99                                                     | «شجاعة كاذبة! كاميو، قلب جيش المتمرّدين» (砂漠の海賊団登場!自由に生きる男達)                     | «المزيَّفون»                      | 3 فبراير 2002      |
| 100                                                    | «محارب المتمرّدين كوزا! الحلم الّذي أُقسم به لفيفي» (反乱軍戦士コーザ!ビビに誓った夢!)             | «صور من الماضي»                 | 10 فبراير 2002     |
| 101                                                    | «مواجهة في ضباب الرّمضاء! إيس ضدّ سكوربيون المِقدام» (陽炎の決闘!エースVS男スコーピオン)           | «لقاء مع الرجل العقرب»          | 17 فبراير 2002     |
| 102                                                    | «أنقاض وطُرق تائهة! فيفي وأصدقاؤها وشكل البلاد!» (遺跡と迷子!ビビと仲間と国のかたち)             | «ضياع تحت الرمال»               | 24 فبراير 2002     |
| 103                                                    | «اجتماع قادة العدو! مقهى العناكب عند الساعة 8» (スパイダーズカフェに8時敵幹部集合)              | «اجتماع قادة العدو»             | 3 مارس 2002        |
| 104                                                    | «لوفي ضد فيفي! النذر الباكي لوضع حياة الرفاق على المحك» (ルフィVSビビ!仲間に賭ける涙の誓い)     | «الخلاف المفاجئ»                | 10 مارس 2002       |
| انتهاء الموسم الثاني وتوقف الدبلجة العربية بشكلٍ نهائي. |                                                                                                 |                                 |                    |

| الرقم | عنوان الحلقة                                                                      | تاريخ العرض الأصلي |
| ----- | --------------------------------------------------------------------------------- | ------------------ |
| 105   | «جبهة قتال ألاباستا! مدينة الأحلام، رينبيس!» (アラバスタ戦線!夢の町レインベース)  | 17 مارس 2002       |
| 106   | «فخ الهزيمة المحققة! اقتحام رين دينرز» (絶体絶命の罠!レインディナーズ突入)        | 24 مارس 2002       |
| 107   | «بدء عمليّة يوتوبيا! موجة التمرّد تهيج» (ユートピア作戦発動!動き出した反乱)         | 14 أبريل 2002      |
| 108   | «تماسيح الموز المرعبة والسيّد أمير» (恐怖のバナナワニとミスタープリンス)           | 21 أبريل 2002      |
| 109   | «مفتاح قلب الأوضاع والهروب العظيم! كرة الشمع!» (逆転大脱出への鍵!ドルドルボール!) | 28 أبريل 2002      |
| 110   | «معركة قاتلة بلا رحمة! لوفي ضد كروكودايل!» (情無用の死闘!ルフィVSクロコダイル)    | 5 مايو 2002        |

| الرقم | عنوان الحلقة                                                                                 | تاريخ العرض الأصلي |
| ----- | -------------------------------------------------------------------------------------------- | ------------------ |
| 111   | «اندفاع من أجل معجزة! أرض حيوانات ألاباستا!» (奇跡への疾走!アラバスタ動物ランド)             | 12 مايو 2002       |
| 112   | «جيش المتمردين ضد الجيش الملكي! مواجهة في ألوبارنا!» (反乱軍VS国王軍!決戦はアルバーナ!)      | 19 مايو 2002       |
| 113   | «حسرة ألوبارنا! القائد الشّرس كارو!» (嘆きのアルバーナ!激闘カルー隊長!)                       | 2 يونيو 2002       |
| 114   | «عهدٌ على حلم صديق! معركة تلّ الخلد، المجمّع 4» (仲間の夢に誓う!決闘モグラ塚4番街)              | 9 يونيو 2002       |
| 115   | «اليوم هو يوم الافتتاح الكبير! مونتاج النّسخ!» (本日大公開!マネマネモンタージュ!)             | 16 يونيو 2002      |
| 116   | «التحوّل إلى نامي! كينبو باليه بون كوري السّريع المتتابع» (ナミに変身!ボンクレ-連発バレエ拳法) | 23 يونيو 2002      |
| 117   | «إعصار نامي المنذر! انفجار عصا الطّقس!» (ナミの旋風注意報!クリマタクト炸裂)                   | 30 يونيو 2002      |
| 118   | «سرّ مُتوارث في العائلة المالكة! السّلاح العتيق بلوتون» (王家に伝わる秘密!古代兵器プルトン)     | 14 يوليو 2002      |
| 119   | «سرّ المسايفة القويّة! القدرة على قطع الفولاذ ونفَس كلّ شيء» (豪剣の極意!鋼鉄を斬る力と物の呼吸) | 21 يوليو 2002      |
| 120   | «انتهت المعركة! يرفع كوزا راية الاستسلام» (戦いは終わった!コーザが掲げた白い旗)              | 4 أغسطس 2002       |
| 121   | «حيث يُسمع صوت فيفي! هبوط البطل!» (ビビの声の行方!英雄は舞い降りた!)                          | 11 أغسطس 2002      |
| 122   | «تمساح الرّمل ضدّ لوفي الماء! الجولة الثّانية من النّزال!» (砂ワニと水ルフィ!決闘第2ラウンド)    | 18 أغسطس 2002      |
| 123   | «يبدو ذلك تمساحيًّا! لوفي، اركض إلى الضّريح الملكيّ!» (ワニっぽい!王家の墓へ走れルフィ!)         | 25 أغسطس 2002      |
| 124   | «يقترب الكابوس! هذه القاعدة السريّة لجماعة الرّمل» (悪夢の時迫る!ここは砂砂団秘密基地)         | 1 سبتمبر 2002      |
| 125   | «الجناحان المذهلان! اسمي بيل الإله الوصي للدولة» (偉大なる翼!我が名は国の守護神ペル)         | 8 سبتمبر 2002      |
| 126   | «سأتخطاك! هطول المطر على ألاباستا» (越えていく!アラバスタに雨が降る!)                        | 15 سبتمبر 2002     |
| 127   | «توديع الأسلحة! القراصنة والأفكار المختلقة عن العدالة» (武器よさらば!海賊といくつかの正義)   | 6 أكتوبر 2002      |
| 128   | «مأدبة القراصنة وعمليّة الهروب من ألاباستا» (海賊たちの宴とアラバスタ脱出作戦!)               | 6 أكتوبر 2002      |
| 129   | «كانت البداية في ذلك اليوم! تقصّ فيفي حكاية مغامرتها!» (始まりはあの日!ビビが語る冒険譚)      | 20 أكتوبر 2002     |
| 130   | «رائحة الخطر! العضوة السّابعة نيكو روبين!» (危険な香り!七人目はニコ·ロビン!)                  | 27 أكتوبر 2002     |

## إصدارات الأقراص

#### اليابانية
| المجلد                       | المجلد                       | المجلد   | الحلقات       | تاريخ الصدور  | المصدر |
| ---------------------------- | ---------------------------- | -------- | ------------- | ------------- | ------ |
|                              | 4thシーズン アラバスタ上陸篇 | Piece.01 | 92–94         | 5 فبراير 2003 | [ 42 ] |
| Piece.02                     | 4thシーズン アラバスタ上陸篇 | 95–97    | 5 مارس 2003   | [ 43 ]        |        |
| Piece.03                     | 4thシーズン アラバスタ上陸篇 | 98–100   | 2 أبريل 2003  | [ 44 ]        |        |
| Piece.04                     | 4thシーズン アラバスタ上陸篇 | 101–103  | 8 مايو 2003   | [ 45 ]        |        |
| Piece.05                     | 4thシーズン アラバスタ上陸篇 | 104–106  | 4 يونيو 2003  | [ 46 ]        |        |
| Piece.06                     | 4thシーズン アラバスタ上陸篇 | 107–109  | 2 يوليو 2003  | [ 47 ]        |        |
| 4thシーズン アラバスタ激闘篇 | piece.01                     | 110–112  | 6 أغسطس 2003  | [ 48 ]        |        |
| 4thシーズン アラバスタ激闘篇 | piece.02                     | 113–115  | 3 سبتمبر 2003 | [ 49 ]        |        |
| 4thシーズン アラバスタ激闘篇 | piece.03                     | 116–118  | 1 أكتوبر 2003 | [ 50 ]        |        |
| 4thシーズン アラバスタ激闘篇 | piece.04                     | 119–121  | 6 نوفمبر 2003 | [ 51 ]        |        |
| 4thシーズン アラバスタ激闘篇 | piece.05                     | 122–124  | 3 ديسمبر 2003 | [ 52 ]        |        |
| 4thシーズン アラバスタ激闘篇 | piece.06                     | 125–127  | 7 يناير 2004  | [ 53 ]        |        |
| 4thシーズン アラバスタ激闘篇 | piece.07                     | 128–130  | 4 فبراير 2004 | [ 54 ]        |        |
| ONE PIECE Log Collection     | ”ألاباستا“                   | 92–110   | 28 يناير 2011 | [ 55 ]        |        |
| ONE PIECE Log Collection     | ”فيفي“                       | 111–130  | 28 يناير 2011 | [ 56 ]        |        |

## الملاحظات
1. ↑  لقد كانت الورقة المقصودة هي الفيفر كارد الخاصة بإيس.
2. 1 2 3  ترتيب الحلقات حسب أستوديو توي أنميشن.
3. 1 2 3  تاريخ صدور الحلقات حسب عرضها على تلفزيون فوجي.
4. 1 2 3  ترجمة عناوين الحلقات وفق منصة كرانشي رول.
5. ↑  هذه الحلقة عُرِضت على شكل حلقة خاصة بالاشتراك مع أنمي سازايه-سان، وماروكو الصغيرة وكوتشيكامي.
6. ↑  الحلقتين 127 و128 عرضتا على شكل حلقةٍ خاصة تتكوّن من ساعةٍ واحدة.